# Marne, Dithmarschen
Marne là một thị xã ở huyện Dithmarschen, trong bang Schleswig-Holstein, Đức. Đô thị Marne, Dithmarschen có diện tích 4,83 km². Đô thị này nằm gần bờ Biển Bắc, cự ly khoảng 30 km về phía nam Heide, và 25 km về phía đông bắc Cuxhaven.
Marne là thủ phủ của Amt ("đô thị tập thể") Marne-Nordsee. 